# سكوربيوس مالفوي
 سكوربيوس مالفوي  هو شخصية خيالية لساحر من سلسلة هاري بوتر للمؤلفة البريطانية ج . ك رولينغ وهو ابن دراكو مالفوي و أستوريا مالفوي ظهر في الفيلم الأخير في سلسلة هاري بوتر مع والدية في محطة كينجز كروس وكان في نفس سنة الباس سيفروس بوتر ويعد أعز صديق له وهو في منزل سليذرين مع ألباس بوتر